# Ladislav Stanček
Ladislav Stanček (* 7. Februar 1898 in Prievidza; † 15. April 1979 ebenda) war ein slowakischer Komponist, Chordirigent und Organist.

## Leben
Seine frühe musikalische Ausbildung erhielt Ladislav Stanček von seinem Vater, der ihm Geige, Klavier und Orgelspiel beibrachte. Nach dem Besuch des Gymnasiums in Prievidza absolvierte er seine Matura am Lehrerinstitut in Štubňanské Teplice (Turčianske Teplice), wo er später selbst als Musiklehrer tätig war. 1925–1928 besuchte er das Konservatorium in Brünn und belegte die Fächer Orgel (Eduard Tregler), Dirigieren (František Neumann) sowie Komposition und Chormusik (Vilém Petrželka, Osvald Chlubna). Einige Zeit studierte er auch an der Klosterschule in Slovany. 1928–1935 wirkte Stanček als Chorleiter und Organist an der Blumenthaler Kirche in Bratislava und als Theorielehrer an der Musik- und Theaterakademie, dem heutigen Konservatorium Bratislava. Viele seiner Kompositionen entstanden ab dieser Zeit aus seiner kirchenmusikalischen Praxis heraus. 1935–1946 war er Pädagoge an der Lehrerakademie in Spišská Kapitula, 1946–1956 an der Pädagogischen Akademie in Spišská Nová Ves. Zudem war er 1947–1949 Leiter des Spišer (Zipser) Lehrerchores.
Nach dem Ende seiner beruflichen Laufbahn kehrte Stanček in seine Heimatstadt Prievidza zurück, wo er sich weiterhin für das kulturelle und musikalische Leben engagierte. Auch dort arbeitete er mit dem regionalen Lehrerchor und der Blasmusik zusammen. Neben Chorsätzen entstanden in den späteren Jahren vor allem Stücke für Kinder und Jugendliche. Neben seinem kompositorischen Schaffen verfasste Stanček mehrere musiktheoretische Arbeiten. Postum wurde an seinem 15. Todestag 1994 zu seinen Ehren die frühere Musikschule von Prievidza in Základná umelecká škola Ladislava Stančeka (Grundschule für Kunst Ladislav Stanček) benannt. Anlässlich des 115. Geburtstages von Ladislav Stanček fand im November 2013 in Bratislava und Nitra ein Zyklus von drei Kammermusikkonzerten unter Mitwirkung der Sopranistin Eva Šušková, des Pianisten Maroš Klátik und des Mucha Quartetts statt.

## Werke (Auswahl)

### Melodram
- Žltá ľalia (Gelbe Lilie) op. 1b (1923, rev. 1940)
- Príchod sv. Cyrila a Metoda na Devín (Ankunft der heiligen Kyrill und Method auf dem Devín) für rezitierenden Chor und Klavier op. 36 (1936)
- Milan R. Štefánik op. 42 (1940)

### Gesang und Orchester
- Riavy Slovenského raja (Die Flüsse des Slowakischen Paradieses). Kantate für Männerchor und Orchester (1943)
- Nad mojou zemou holubica lieta (Eine Taube fliegt über mein Land). Kantate nach einem Text von J. Slza für Sopran, Chor und Orchester op. 73 (1952)
- Slávnosť na horách (Fest auf den Bergen). Kantate nach einem Text von Milan Lajčiak für Chor und Orchester op. 76 (1954, rev. 1973–1977)
- Psalm 148 für Solostimme, Chor und Orchester op. 90 (1966)

### Orchester
- Na Znievskom hrade (Auf der Burg Zniev). Marsch op. 14 (1925–1932)
- Slowakische Lieder op. 18 (1932)
- Blumengebinde slowakischer Lieder (1936)
- Zhuri od Braniska op. 41 (1940)
- Pod oblôčkom Selanka op. 69a (1950)

### Blasorchester
- Veselý budíček (Fröhlicher Weckruf). Marschlieder op. 67 (1950)
- Trauermarsch op. 82b (1959)
- Festlicher Marsch op. 82c (1959)
- Horná-Nitraer Ouvertüre op. 85 (1959)
- Malá suita (Kleine Suite) op. 88 (1962)

### Streichorchester
- Slovenské ľudové piesne (Slowakische Volkslieder) (1940)

### Duos und Kammermusik
- Sonate für Violine und Klavier g-Moll op. 4 (1929)
- Sonate für Violoncello und Klavier e-Moll op. 10 (1930–1931)
- Paraphrase über slowakische Lieder für Violine und Klavier op. 22 (1933)
- Kammersuite für Violine, Viola und Gitarre op. 29 (1934)
- Sammlung slowakischer Lieder für zwei Violinen op. 38c (1938–1952)
- Spomienka (Erinnerung) für Violine und Klavier op. 59b (1948)
- Slowakische Volkslieder für drei Violinen oder zwei Violinen und Klavier op. 74b (1952)
- Streichquartett Es-Dur op. 78 (1956)
- Uspávanka (Wiegenlied) für Violine und Klavier op. 80b (1956)
- Variationen über das Lied „Nocovali, nocovali dva maliari u nás“ für Bläserquintett op. 108 (1976)

### Klavier solo
- Uspávanka (Wiegenlied) op. 86b (1967)
- Meditation op. 97a (1968–1972)
- Intrada op. 97b (1968–1972)
- Walzer op. 97c (1972)
- Melodie op. 97d (1972)

### Orgel solo
- Slávnostná predohra
- Praeludia jubilate Deo

### Andere Instrumente solo
- Variationen über das Lied „Banujem za tebou“ für Akkordeon op. 103a (1973)
- Idylle für Akkordeon op. 103b (1973)
- Pri vatre (Am Lagerfeuer) für Klarinette op. 104b (1975)

### Gesang und Instrument(e)
- Zwei Lieder nach Worten von Peter Bella-Horal und Svetozár Hurban Vajanský für Alt und Klavier op. 3 (1927–1928)
- Vier Lieder nach Worten von Vladimír Roy und František Hečko für hohe Stimme und Klavier op. 7 (1929–1930)
- Smútočný odkaz do Paríža (pamiatke Štefánika) (Trauerbotschaf nach Paris – zum Gedächtnis an  Štefánik) nach Worten von Martin Rázus für Tenor und Klavier op. 16 (1932)
- Zehn slowakische Volkslieder für Tenor und Klavier op. 21 (1933)
- Drei Lieder nach Worten von Maša Haľamová für Sopran und Klavier op. 25 (1934)
- Altslawisches Vaterunser für Tenor und Harmonium op. 26 (1934)
- Zwölf slowakische Volkslieder für hohe Stimme und Klavier op. 39 (1939)
- Ave Maria für Gesang, Violine und Orgel (1941)
- Či to tota. Zipser Lieder für Tenor und Klavier op. 45 (1941)
- Mŕtvy (Die Toten). Liederzyklus nach Gedichten von Andrej Žarnov für Sopran und Klavier op. 46
- Dve piesne na česť sv. Jána de la Salle-a  (Zwei Lieder zu Ehren des heiligen Johannes de La Salle) für Gesang und Orgel (1942)
- Messe über die Unbefleckte Empfängnis der Jungfrau Maria für Gesang und Orgel op. 77a (1954)
- Litanei über das Heiligste Herz Jesu für Gesang und Orgel op. 89b (1965)
- Drei geistliche Lieder nach Worten von Jozef Cehuľa-Pastorello für Gesang und Orgel op. 107 (1975)
- Gesänge zum Messordinarium für Gesang und Orgel op. 109 (1978)

Weiters zahlreiche weltliche und geistliche Chorwerke a cappella oder mit Instrumentalbegleitung.

## CD-Diskographie (Auswahl)
- Altslawisches Vaterunser op. 26 und Ave Maria – Tomáš Šelc (Bassbariton), Juraj Tomka (Violine), Marek Vrábel (Orgel) – auf: Ave Maria et alia opera musica sacra (Musik Forum, CD 2013)
- Mŕtvy op. 46 – Eva Šušková (Sopran), Peter Pažický (Klavier) – auf: Mŕtvy (Slowakischer Musikfonds, CD 2021)[3]
- Zdravas‘ Maria op. 37a – Gustáv Beláček (Bassbariton), Martin Pavlík (Violine), Marek Paľa (Orgel) – auf: Ave Maria. Geistliche Werke für Gesang und Orgel (Pavlík Records, CD 2022)